# Álvaro Hurtado de Mendoza y Sarmiento
Álvaro Hurtado de Mendoza y Sarmiento (?-Valladolid, 19 d'abril de 1586) o simplement Álvaro de Mendoza, va ser un religiós castellà, bisbe d'Àvila (1560-1577) i de Palència (1577-1586) que va ser protector de la reforma del Carmel duta a terme per santa Teresa de Jesús que va conduir a la creació de la branca dels carmelites descalços.

## Biografia
Fill de Juan Hurtado de Mendoza, senyor de Morón, i de María Sarmiento, comtessa de Rivadavia.
Va ser Capellà Major de la Capella dels Reyes Nuevos de Toledo. Després va ser nomenat bisbe d'Àvila, i va prendre possessió d'aquesta dignitat el 4 de desembre de 1560. En l'exercici del seu càrrec, el 1565 va autoritzar al bisbe in partibus amb títol de Troia, Rodrigo Vázquez, el seu auxiliar o coadjutor, a dur a terme la benedicció de les campanes de la catedral. Pocs anys després va instituir el primer col·legi de sacerdots que hi va haver a la diòcesi a instàncies del pare Juan Dávila, quan encara no estaven establerts a Espanya els seminaris que va decretar el concili de Trento, i els va donar l'edifici del monestir que va ser de les monges benedictines del títol de Sant Millà, que van ser unificades amb les de Santa Anna, i que el 1569 era una casa destinada a l'ensenyament dels nens de la doctrina per part de Juan Núñez Dávila. Va fomentar també a la seva germana María, el zel d'adornar el sepulcre de Sant Segon, amb el renovat entusiasme pel seu culte per la troballa de les relíquies. També va assistir al Concili Compostel·là que es va celebrar a Salamanca el 1572.
D'altra banda, el seu mandat episcopal va unit a la reforma carmelitana, donant la protecció i la llibertat amb què va afavorir la reforma del Carmel, orde del qual es mostrava amant. Reticent en un primer moment, una vegada va ser convençut per diverses personalitat eclesiàstiques, es va convertir en admirador de la reforma i devot amic de la reformadora, Teresa de Jesús. Amb ell també la després santa va fundar el primer convent dels carmelitans descalços, gràcies als favors i donacions del bisbe Mendoza, i que reestarà sota la seva autoritat directa; no serà fins a 1577, quan va ser nomenat bisbe de Palència, quan la reformadora va poder transferir la jurisdicció a l'Orde del Carmel. A la seu de Palència des de 1577, va assistir al Concili Toledà que es va celebrar el 1583. Va morir a Valladolid el 19 d'abril de 1586 i va rebre sepultura al convent de San José d'Àvila.